# Liste der Junioreneuropameister im Rennrodeln
Die Liste der Junioreneuropameister im Rennrodeln führt alle Medaillengewinner bei den seit 1955 ausgetragenen Nachwuchsmeisterschaften im Rennrodeln.
Zunächst gab es mit Einsitzer-Rennen bei Mädchen und Jungen sowie dem Doppelsitzerrennen drei Wettbewerbe. 2012 kam die Teamstaffel hinzu. Seit 2022 gibt es getrennte Meisterschaften bei den Doppelsitzern für Mädchen und Jungen, bis dahin stand der Doppelsitzer-Wettbewerb theoretisch beiden Geschlechtern offen. In den ersten Jahren gab es noch immer wieder gemischte Doppel, die danach jedoch zugunsten der körperlich überlegenen reinen Männerschlitten aufgegeben wurden. Obwohl sich diese Doppel zum Teil gut platzierten, gewann anders als etwa in den 1950er Jahren mehrfach bei den Weltmeisterschaften nie ein gemischtes Doppel eine Medaille.

## Einsitzer weiblich
| Junioreneuropameisterschaften | Junioreneuropameisterschaften | Gold                                     | Silber                                   | Bronze                                   |
| ----------------------------- | ----------------------------- | ---------------------------------------- | ---------------------------------------- | ---------------------------------------- |
| 1955                          | Davos                         | Lotti Vanoni                             | Sieglinde Profanter                      | Doris Kistler                            |
| 1956                          | Weißenbach                    | Ida Konrad                               | Berta Bürkl                              | Olga Schrott                             |
| 1957                          | Sterzing                      | Annemarie Mayr                           | Olga Schrott                             | Brigitte Fink                            |
| 1958                          | Oberhof                       | Baldrun Mille                            | Christa Kühn                             | Hanni Possmoser                          |
| 1959                          | Weißenbach                    | Gretl Angerer                            | Zenzi Plenk                              | Karin Kurz                               |
| 1960                          | Villach                       | Hanni Possmoser                          | Karin Kurz                               | Anna Stock                               |
| 1961                          | Davos                         | Helga Meusinger                          | Marlene Kahr                             | Lucia Hackelsberger                      |
| 1962                          | Bad Aussee                    | Helga Meusinger                          | Helga Gugganig                           | Antonia Lanthaler                        |
| 1963                          | Königssee                     | ausgefallen                              | ausgefallen                              | ausgefallen                              |
| 1964                          | Kufstein                      | Irena Kawa                               | Sofia Hłasko                             | Uta Schipanski                           |
| 1965                          | Karpacz                       | Wiesława Martyka                         | Adelheid Reckewitz                       | Danuta Baraś                             |
| 1966                          | Igls                          | Marlies Renoth                           | Anna-Maria Müller                        | Małgorzata Głowaczewska                  |
| 1967                          | Friedrichroda                 | ausgefallen                              | ausgefallen                              | ausgefallen                              |
| 1968                          | Königssee                     | Dana Beldová                             | Angela Knösel                            | Wiesława Martyka                         |
| 1969                          | Hammarstrand                  | Elisabeth Demleitner                     | Dana Beldová                             | Rosita Streit                            |
| 1970                          | Villard-de-Lans               | ausgefallen                              | ausgefallen                              | ausgefallen                              |
| 1971                          | Marienbad                     | Margit Schumann                          | Desa Linski                              | Ute Rührold                              |
| 1972                          | Kufstein                      | Eva-Maria Wernicke                       | Teresa Bugajczyk                         | Małgorzata Kretowicz                     |
| 1973                          | Olang                         | Sarah Felder                             | Steffi Eissmann                          | Heidemarie Reiss                         |
| 1974                          | Schlehdorf                    | Sarah Felder                             | Sieglinde Kaiser                         | Sieglinde Peschel                        |
| 1975                          | Oberhof                       | Monika Jedamski                          | Roswitha Stenzel                         | Elvira Schreiber                         |
| 1976                          | Imst                          | Melitta Sollmann                         | Teresa Maziarz                           | Veronika Huhn                            |
| 1977                          | Igls                          | Andrea Fendt                             | Elke Djan                                | Ilona Brand                              |
| 1978                          | Winterberg                    | Roswitha Stenzel                         | Bettina Schmidt                          | Andrea Fendt                             |
| 1979                          | Krynica-Zdrój                 | Bettina Schmidt                          | Martina Günl                             | Elke Djan                                |
| 1980                          | Hammarstrand                  | Heike Popel                              | Ute Weiß                                 | Eleonora Tscheremisina                   |
| 1981                          | Bludenz                       | Steffi Martin                            | Birgit Weise                             | Jutta Garbe                              |
| 1983                          | Igls                          | Christine König                          | Anke Popel                               | Heike Grübler                            |
| 1985                          | Königssee                     | Veronika Oberhuber                       | Nadeschda Schmitowa                      | Susi Erdmann                             |
| 1987                          | Sarajevo                      | Jana Bode                                | Susi Erdmann                             | Dana Riedel                              |
| 1989                          | Igls                          | Andrea Tagwerker                         | Jean Roos                                | Margit Paar                              |
| 2011                          | Igls                          | Mona Wabnigg                             | Dajana Eitberger                         | Aileen Frisch                            |
| 2012                          | Winterberg                    | Aileen Frisch                            | Katrin Rudolph                           | Luzie Löscher                            |
| 2013                          | Oberhof                       | Nathalie Burkhardt                       | Maria Naß                                | Saskia Langer                            |
| 2014                          | Sigulda                       | Angelique Fleischer                      | Wiktorija Demtschenko                    | Jekaterina Katnikowa                     |
| 2015                          | Oberhof                       | Jessica Tiebel                           | Wiktorija Demtschenko                    | Saskia Langer                            |
| 2016                          | Altenberg                     | Jessica Tiebel                           | Tina Müller                              | Olessja Michailenko                      |
| 2017                          | Oberhof                       | Jessica Tiebel                           | Hannah Prock                             | Cheyenne Rosenthal                       |
| 2018                          | Winterberg                    | Cheyenne Rosenthal                       | Jessica Tiebel                           | Verena Hofer                             |
| 2019                          | St. Moritz                    | Verena Hofer                             | Elīna Ieva Vītola                        | Anna Berreiter                           |
| 2020                          | Winterberg                    | Verena Hofer                             | Jessica Degenhardt                       | Isabell Richter Sigita Bērziņa           |
| 2021                          | Königssee                     | aufgrund der COVID-19-Pandemie abgesagt. | aufgrund der COVID-19-Pandemie abgesagt. | aufgrund der COVID-19-Pandemie abgesagt. |
| 2022                          | Bludenz                       | Melina Fischer                           | Jessica Degenhardt                       | Zane Kaluma                              |
| 2023                          | Altenberg                     | Antonia Pietschmann                      | Alina Bräutigam                          | Dorothea Schwarz                         |

## Einsitzer Männlich
| Junioreneuropameisterschaften | Junioreneuropameisterschaften | Gold                                     | Silber                                   | Bronze                                   |
| ----------------------------- | ----------------------------- | ---------------------------------------- | ---------------------------------------- | ---------------------------------------- |
| 1955                          | Davos                         | Kajetan Peer                             | Beat Haesler                             | Willi Haslwanter                         |
| 1956                          | Weißenbach                    | Anton Venier                             | Ferdinand Steiner                        | Josef Hollinger                          |
| 1957                          | Sterzing                      | Josef Feistmantl                         | Herbert Thaler                           | Manfred Schweiberer                      |
| 1958                          | Oberhof                       | Max Leo                                  | Thomas Köhler                            | Klaus-Michael Bonsack                    |
| 1959                          | Weißenbach                    | Manfred Schweiberer                      | Jean-Pierre Gottschall                   | Josef Fleischmann                        |
| 1960                          | Villach                       | Josef Neururer                           | Paul Nadles                              | Josef Fleischmann                        |
| 1961                          | Davos                         | Gernot Pollhammer                        | Manfred Mittelberger                     | Manfred Schmid                           |
| 1962                          | Bad Aussee                    | Rudolf Bichler                           | Manfred Schmid                           | Anton Legat                              |
| 1963                          | Königssee                     | ausgefallen                              | ausgefallen                              | ausgefallen                              |
| 1964                          | Kufstein                      | Ernesto Mair                             | Florian Aschauer                         | Enrico Graber                            |
| 1965                          | Karpacz                       | Eugeniusz Śliwa                          | Leonhard Frank                           | Marian Kwiatkowski                       |
| 1966                          | Igls                          | Bernd Roßmann                            | Siegfried Müller                         | Hans Pechtl                              |
| 1967                          | Friedrichroda                 | ausgefallen                              | ausgefallen                              | ausgefallen                              |
| 1968                          | Königssee                     | Siegfried Müller                         | Karl-August Remmers                      | Wolfram Fiedler                          |
| 1969                          | Hammarstrand                  | Wolfram Fiedler                          | Stefan Hölzlwimmer                       | Rudolf Schmid                            |
| 1970                          | Villard-de-Lans               | ausgefallen                              | ausgefallen                              | ausgefallen                              |
| 1971                          | Marienbad                     | Paul Hildgartner                         | Bernd Hahn                               | Horst Müller                             |
| 1972                          | Kufstein                      | Bernd Hahn                               | Anton Winkler                            | Hans-Heinrich Winkler                    |
| 1973                          | Olang                         | Dettlef Günther                          | Karl Feichter                            | Bernd Hahn                               |
| 1974                          | Schlehdorf                    | Volker Messing                           | Piotr Bugajczyk                          | Michael Gårdebäck                        |
| 1975                          | Oberhof                       | Bernhard Glass                           | Hendrik Fischer                          | Uwe Günther                              |
| 1976                          | Imst                          | Bernd Dreyer                             | Jürgen Gerhard                           | Uwe Handrich                             |
| 1977                          | Igls                          | Johannes Schettel                        | Bernd Beutel                             | Gerhard Böhmer                           |
| 1978                          | Winterberg                    | Uwe Handrich                             | Jürgen Gerhard                           | Johannes Schettel                        |
| 1979                          | Krynica-Zdrój                 | Thomas Rührold                           | Sergej Danilin                           | Jan Lindert                              |
| 1980                          | Hammarstrand                  | Wilfried Vogel                           | Andreas Bauch                            | Valerij Petrov                           |
| 1981                          | Bludenz                       | Jörg Hoffmann                            | Detlef Bertz                             | Wilfried Vogel                           |
| 1983                          | Igls                          | Norbert Huber                            | Markus Prock                             | Georg Hackl                              |
| 1985                          | Königssee                     | Georg Hackl                              | Uwe Reindl                               | Max Burghartswieser                      |
| 1987                          | Sarajevo                      | Gerhard Plankensteiner                   | Helmut Hölzlwimmer                       | Alexander Bau                            |
| 1989                          | Igls                          | Gerhard Plankensteiner                   | Wilfried Huber                           | Alexander Bau                            |
| 2011                          | Igls                          | Dominik Fischnaller                      | Kevin Fischnaller                        | Alexander Peretjagin                     |
| 2012                          | Winterberg                    | Kevin Fischnaller                        | Toni Gräfe                               | Wladimir Pitilimow                       |
| 2013                          | Oberhof                       | Emanuel Rieder                           | Chris Eißler                             | Georg Reumschüssel                       |
| 2014                          | Sigulda                       | Armin Frauscher                          | Alexander Stjopitschew                   | Riks Rozītis                             |
| 2015                          | Oberhof                       | Sebastian Bley                           | Roman Repilow                            | Nico Gleirscher                          |
| 2016                          | Altenberg                     | Jonas Müller                             | Nico Gleirscher                          | Kristers Aparjods                        |
| 2017                          | Oberhof                       | Max Langenhan                            | Kristers Aparjods                        | Nico Gleirscher                          |
| 2018                          | Winterberg                    | Max Langenhan                            | Moritz Bollmann                          | David Nößler                             |
| 2019                          | St. Moritz                    | David Nößler                             | Moritz Bollmann                          | Lukas Gufler                             |
| 2020                          | Winterberg                    | Pawel Repilow                            | Matwei Perestoronin                      | Florian Müller                           |
| 2021                          | Königssee                     | aufgrund der COVID-19-Pandemie abgesagt. | aufgrund der COVID-19-Pandemie abgesagt. | aufgrund der COVID-19-Pandemie abgesagt. |
| 2022                          | Bludenz                       | Marián Skupek                            | Fabio Zauser                             | Eduard Aleksandrow                       |
| 2023                          | Altenberg                     | Kaspars Rinks                            | Noah Kallan                              | Alex Gufler                              |

## Doppelsitzer/Doppelsitzer Männer
| Junioreneuropameisterschaften | Junioreneuropameisterschaften | Gold                                                                    | Silber                                                                  | Bronze                                                                |
| ----------------------------- | ----------------------------- | ----------------------------------------------------------------------- | ----------------------------------------------------------------------- | --------------------------------------------------------------------- |
| 1955                          | Davos                         | ausgefallen                                                             | ausgefallen                                                             | ausgefallen                                                           |
| 1956                          | Weißenbach                    | ÖsterreichFerdinand Steiner Wolfgang Schmeissl                          | ÖsterreichJosef Feistmantl Eduard Pirkmann                              | ÖsterreichPeter Katschtaler Franz Hartweger                           |
| 1957                          | Sterzing                      | ÖsterreichEwald Walch Josef Mariner                                     | ÖsterreichHelmut Thaler Herbert Thaler                                  | ÖsterreichRobert Unterfrauner Josef Feistmantl                        |
| 1958                          | Oberhof                       | ÖsterreichHelmut Thaler Herbert Thaler                                  | BR DeutschlandWolfgang Winkler Leonhard Eham                            | Deutsche Demokratische RepublikKlaus-Michael Bonsack Gerhard Kirchner |
| 1959                          | Weißenbach                    | BR DeutschlandWolfgang Winkler Leonhard Eham                            | ItalienGiorgio Moroder Arnold Prinoth                                   | ÖsterreichAnton Feldhammer Manfred Schmid                             |
| 1960                          | Villach                       | ÖsterreichAnton Feldhammer Manfred Schmid                               | BR DeutschlandPaul Nadles Josef Fleischmann                             | ÖsterreichWalter Fürutter Josef Neururer                              |
| 1961                          | Davos                         | ausgefallen                                                             | ausgefallen                                                             | ausgefallen                                                           |
| 1962                          | Bad Aussee                    | ÖsterreichRudolf Bichler Hermann Rohrer                                 | ÖsterreichAnton Legat Herbert Mayer                                     | ÖsterreichRupert Hell Manfred Griesser                                |
| 1963                          | Königssee                     | ausgefallen                                                             | ausgefallen                                                             | ausgefallen                                                           |
| 1964                          | Kufstein                      | ItalienErnesto Mair Enrico Graber                                       | BR DeutschlandPaul Fiegl Florian Aschauer                               | PolenRyszard Nasiek Józef Matlak                                      |
| 1965                          | Karpacz                       | Deutsche Demokratische RepublikGerhard Vater Reinhard Bredow            | Deutsche Demokratische RepublikSiegfried Müller Bernd Roßmann           | PolenJerzy Nasiek Eugeniusz Kowalski                                  |
| 1966                          | Igls                          | Deutsche Demokratische RepublikSiegfried Müller Bernd Roßmann           | Deutsche Demokratische RepublikKlaus Deschner Eberhard Schmidt          | TschechoslowakeiJan Navrátil Jan Janata                               |
| 1967                          | Friedrichroda                 | ausgefallen                                                             | ausgefallen                                                             | ausgefallen                                                           |
| 1968                          | Königssee                     | Deutsche Demokratische RepublikSiegfried Müller Bernd Roßmann           | ÖsterreichRudolf Schmid Franz Schachner                                 | ÖsterreichJosef Nagele Raimund Köfinger                               |
| 1969                          | Hammarstrand                  | ÖsterreichRudolf Schmid Franz Schachner                                 | ItalienPaul Hildgartner Walter Plaikner                                 | Deutsche Demokratische RepublikHorst Müller Manfred Neumann           |
| 1970                          | Villard-de-Lans               | ausgefallen                                                             | ausgefallen                                                             | ausgefallen                                                           |
| 1971                          | Marienbad                     | Deutsche Demokratische RepublikHans-Henning Schulze Hans-Jürgen Neumann | ItalienPaul Hildgartner Hubert Graber                                   | ÖsterreichGünther Lemmerer Alfons Obojes                              |
| 1972                          | Kufstein                      | Deutsche Demokratische RepublikHans Rinn Norbert Hahn                   | Deutsche Demokratische RepublikHans-Henning Schulze Hans-Jürgen Neumann | ItalienKarl Feichter Ernst Haspinger                                  |
| 1973                          | Olang                         | Deutsche Demokratische RepublikBernd Hahn Ulrich Hahn                   | ItalienKarl Feichter Ernst Haspinger                                    | Deutsche Demokratische RepublikVolker Messing Wilfried Weidner        |
| 1974                          | Schlehdorf                    | Deutsche Demokratische RepublikVolker Messing Wolfgang Seifert          | Finnland/ ItalienRay Lindfors Josef Mairhofer                           | PolenJan Kasielski Krzysztof Kuklik                                   |
| 1975                          | Oberhof                       | Deutsche Demokratische RepublikBernd Dreyer Andreas Sauer               | Deutsche Demokratische RepublikVolker Messing Roland Herdmann           | Deutsche Demokratische RepublikUwe Günther Harald Schmidt             |
| 1976                          | Imst                          | Deutsche Demokratische RepublikMichael Körner Harald Schmidt            | ÖsterreichHeinz Pacher Gerhard Hirzegger                                | BR DeutschlandThomas Rzeznizok Detlef Ammenhäuser                     |
| 1977                          | Igls                          | BR DeutschlandHans Stanggassinger Franz Wembacher                       | BR DeutschlandJohannes Schettel Jürgen Pilz                             | Deutsche Demokratische RepublikBernd Oberhoffner Jörg-Dieter Ludwig   |
| 1978                          | Winterberg                    | BR DeutschlandJohannes Schettel Patric Werner                           | Deutsche Demokratische RepublikVolker Sotzmann Volker Dietrich          | SowjetunionWjatscheslaw Schugurow Wladimir Tereschenko                |
| 1979                          | Krynica-Zdrój                 | PolenJan Lindert Wojciech Kania                                         | ÖsterreichFranz Wilhelmer Franz Lechleitner                             | PolenJerzy Jebłeński Stanisław Socha                                  |
| 1980                          | Hammarstrand                  | Deutsche Demokratische RepublikVolker Sotzmann Norbert Loch             | BR DeutschlandKlaus Rosenberger Wolfgang Staudinger                     | TschechoslowakeiZdeněk Strnad Petr Kinzel                             |
| 1981                          | Bludenz                       | TschechoslowakeiFrantišek Bím Jiří Kraus                                | BR DeutschlandThomas Schwab Wolfgang Staudinger                         | Deutsche Demokratische RepublikJens Schenke Jens Friedrich            |
| 1983                          | Igls                          | SowjetunionWitali Melnik Dmitri Alexejew                                | Deutsche Demokratische RepublikRené Keller Lutz Kühnlenz                | ItalienSiegfried Federer Norbert Huber                                |
| 1985                          | Königssee                     | Deutsche Demokratische RepublikSven Eggert René Friedl                  | SowjetunionWitali Melnik Dmitri Alexejew                                | Deutsche Demokratische RepublikStefan Krauße Jan Behrendt             |
| 1987                          | Sarajevo                      | Deutsche Demokratische RepublikMarco Ernst Olaf Paschold                | ItalienKurt Brugger Wilfried Huber                                      | BR DeutschlandHermann Müller Daniel Schubert                          |
| 1989                          | Igls                          | SowjetunionAndrei Nowizki Igor Lawrow                                   | SowjetunionLewan Tibilow Kaha Wachtangaschwili                          | Deutsche Demokratische RepublikMario Langenhan Andreas Bernhardt      |
| 2011                          | Igls                          | RusslandAlexander Denissjew Wladislaw Antonow                           | DeutschlandNico Grüßner Toni Förtsch                                    | RusslandAndrei Bogdanow Andrei Medwedew                               |
| 2012                          | Winterberg                    | DeutschlandTim Brendel Florian Funk                                     | RusslandJuri Kalinin Sergei Beljajew                                    | SlowakeiMarián Zemaník Jozef Petrulák                                 |
| 2013                          | Oberhof                       | DeutschlandJulius Löffler Florian Küchler                               | DeutschlandFlorian Löffler Manuel Stiebing                              | DeutschlandTim Brendel Florian Funk                                   |
| 2014                          | Sigulda                       | DeutschlandTim Brendel Florian Funk                                     | ÖsterreichThomas Steu Lorenz Koller                                     | ÖsterreichDavid Trojer Phillip Knoll                                  |
| 2015                          | Oberhof                       | DeutschlandFlorian Löffler Manuel Stiebing                              | LettlandKristens Putins Kārlis Krišs Matuzels                           | RusslandJewgeni Jewdokimow Alexei Groschew                            |
| 2016                          | Altenberg                     | DeutschlandFlorian Löffler Manuel Stiebing                              | ÖsterreichDavid Trojer Phillip Knoll                                    | DeutschlandHannes Orlamünder Paul Gubitz                              |
| 2017                          | Oberhof                       | DeutschlandHannes Orlamünder Paul Gubitz                                | DeutschlandNico Semmler Johannes Pfeiffer                               | ItalienIvan Nagler Fabian Malleier                                    |
| 2018                          | Winterberg                    | RusslandDmitry Buchnev Daniil Kilseev                                   | RusslandWsewolod Kaschkin Konstantin Korschunow                         | RumänienMarian Gîtlan Flavius Crăciun                                 |
| 2019                          | St. Moritz                    | DeutschlandHannes Orlamünder Paul Gubitz                                | DeutschlandMax Ewald Jakob Jannusch                                     | ItalienLeon Felderer Lukas Gufler                                     |
| 2020                          | Winterberg                    | DeutschlandMax Ewald Jakob Jannusch                                     | RusslandDmitry Buchnev Daniil Kilseev                                   | RusslandMichail Karnauchow Juri Tschirwa                              |
| 2021                          | Königssee                     | aufgrund der COVID-19-Pandemie abgesagt.                                | aufgrund der COVID-19-Pandemie abgesagt.                                | aufgrund der COVID-19-Pandemie abgesagt.                              |
| 2022                          | Bludenz                       | DeutschlandMoritz Jäger Valentin Steudte                                | RusslandMichail Karnauchow Juri Tschirwa                                | LettlandKaspars Rinks Vitālijs Jegorovs                               |
| 2023                          | Altenberg                     | LettlandKaspars Rinks Vitālijs Jegorovs                                 | DeutschlandMoritz Jäger Valentin Steudte                                | DeutschlandPascal Kunze Maddox Götze                                  |

## Doppel Frauen
| Junioreneuropameisterschaften | Junioreneuropameisterschaften | Gold                                       | Silber                                    | Bronze                                        |
| ----------------------------- | ----------------------------- | ------------------------------------------ | ----------------------------------------- | --------------------------------------------- |
| 2022                          | Bludenz                       | LettlandViktorija Ziediņa Selīna Zvilna    | DeutschlandLuisa Romanenko Pauline Patz   | RusslandAnastasia Krupatschewa Alena Starkowa |
| 2023                          | Altenberg                     | ÖsterreichLisa Zimmermann Dorothea Schwarz | ItalienNadia Falkensteiner Annalena Huber | DeutschlandElisa-Marie Storch Elia Reitmeier  |

## Teamstaffel
| Junioreneuropameisterschaften | Junioreneuropameisterschaften | Gold                                                                            | Silber                                                                           | Bronze                                                                                  |
| ----------------------------- | ----------------------------- | ------------------------------------------------------------------------------- | -------------------------------------------------------------------------------- | --------------------------------------------------------------------------------------- |
| 2012                          | Winterberg                    | DeutschlandAileen Frisch Toni Gräfe Tim Brendel Florian Funk                    | RusslandJekaterina Baturina Wladimir Pitilimow Juri Kalinin Sergei Beljajew      | ÖsterreichMiriam Kastlunger Armin Frauscher Thomas Steu Lorenz Koller                   |
| 2013                          | Oberhof                       | DeutschlandNathalie Burkhardt Chris Eißler Julius Löffler Florian Küchler       | ItalienSandra Robatscher Emanuel Rieder Florian Gruber Simon Kainzwaldner        | RusslandJekaterina Katnikowa Alexander Gorbazewitsch Juri Kalinin Sergei Beljajew       |
| 2014                          | Sigulda                       | DeutschlandAngelique Fleischer Toni Gräfe Tim Brendel Florian Funk              | LettlandUlla Zirne Riks Rozītis Kristens Putins Kārlis Krišs Matuzels            | RusslandWiktorija Demtschenko Alexander Stjopitschew Stanislaw Malzew Oleg Faschutdinow |
| 2015                          | Oberhof                       | RusslandWiktorija Demtschenko Roman Repilow Jewgeni Jewdokimow Alexei Groschew  | LettlandKendija Aparjode Kristers Aparjods Kristens Putins Kārlis Krišs Matuzels | ÖsterreichNina Prock Nico Gleirscher David Trojer Phillip Knoll                         |
| 2016                          | Altenberg                     | DeutschlandJessica Tiebel Paul-Lukas Heider Florian Löffler Manuel Stiebing     | ÖsterreichMadeleine Egle Jonas Müller David Trojer Phillip Knoll                 | RusslandOlessja Michailenko Jewgeni Petrow Jewgeni Jewdokimow Alexei Groschew           |
| 2017                          | Oberhof                       | DeutschlandJessica Tiebel Max Langenhan Hannes Orlamünder Paul Gubitz           | ItalienHannah Niederkofler Lukas Gufler Ivan Nagler Fabian Malleier              | LettlandElīna Ieva Vītola Kristers Aparjods Mārtiņš Bots Roberts Plūme                  |
| 2018                          | Winterberg                    | DeutschlandCheyenne Rosenthal Max Langenhan Hendrik Seibert Calvin Luke Meister | ItalienVerena Hofer Leon Felderer Felix Schwarz Lukas Gufler                     | RusslandKristina Šamova Daniil Lebedew Dmitry Buchnev Daniil Kilseev                    |
| 2019                          | St. Moritz                    | DeutschlandAnna Berreiter David Nößler Hannes Orlamünder Paul Gubitz            | LettlandElīna Ieva Vītola Gints Bērziņš Mārtiņš Bots Roberts Plūme               | ItalienVerena Hofer Alex Gufler Leon Felderer Lukas Gufler                              |
| 2020                          | Winterberg                    | DeutschlandJessica Degenhardt Florian Müller Max Ewald Jakob Jannusch           | ÖsterreichBarbara Allmaier Florian Tanzer Juri Gatt Riccardo Schöpf              | RumänienCorina Buzățoiu Eduard Mihai Crăciun Mircea Turea Constantin Motzka             |
| 2021                          | Königssee                     | aufgrund der COVID-19-Pandemie abgesagt.                                        | aufgrund der COVID-19-Pandemie abgesagt.                                         | aufgrund der COVID-19-Pandemie abgesagt.                                                |
| 2022                          | Bludenz                       | DeutschlandMelina Fischer Timon Grancagnolo Moritz Jäger Valentin Steudte       | LettlandZane Kaluma Roberts Dreimanis Kaspars Rinks Vitālijs Jegorovs            | RusslandDaria Olesik Eduard Aleksandrov Lew Romanow Vladislav Veremeenko                |
| 2023                          | Altenberg                     | DeutschlandAntonia Pietschmann Marco Leger Moritz Jäger Valentin Steudte        | LettlandFrančeska Bona Kaspars Rinks Raimonds Baltgalvis Krisjanis Bruns         | ItalienAlexandra Oberstolz Alex Gufler Philipp Brunner Manuel Weissensteiner            |

### Medaillenspiegel
| 01 | Deutschland² | 25 | 25 | 24 | 74 | 19 | 21 | 19 | 59 | 24 | 17 | 13 | 54 | – | 1 | 1 | 2 | 10 | – | – | 10 | 78 | 64 | 57 | 199 |
| 02 | Österreich   | 6  | 6  | 5  | 17 | 9  | 8  | 9  | 26 | 6  | 8  | 8  | 22 | 1 | – | – | 1 | –  | 2 | 2 | 4  | 22 | 24 | 24 | 70  |
| 03 | Italien¹     | 5  | –  | 2  | 7  | 8  | 3  | 3  | 14 | 1  | 6  | 4  | 11 | – | 1 | – | 1 | –  | 3 | 2 | 5  | 14 | 13 | 11 | 38  |
| 04 | Russland     | –  | 2  | 2  | 4  | 1  | 3  | 3  | 7  | 2  | 4  | 3  | 9  | – | – | 1 | 1 | 1  | 1 | 5 | 7  | 4  | 10 | 14 | 28  |
| 05 | Polen        | 2  | 3  | 4  | 9  | 1  | 1  | 2  | 4  | 1  | –  | 4  | 5  | – | – | – | – | –  | – | – | –  | 4  | 4  | 10 | 18  |
| 06 | Lettland     | –  | 1  | 2  | 3  | 1  | 1  | 2  | 4  | 1  | 1  | 1  | 3  | 1 | – | – | 1 | –  | 5 | 1 | 6  | 3  | 8  | 6  | 17  |
| 07 | Sowjetunion  | –  | 1  | 1  | 2  | –  | 1  | 1  | 2  | 2  | 2  | 1  | 5  | – | – | – | – | –  | – | – | –  | 2  | 4  | 3  | 9   |
| 08 | ČSSR         | 1  | 2  | –  | 3  | –  | –  | –  | –  | 1  | –  | 2  | 3  | – | – | – | – | –  | – | – | –  | 2  | 2  | 2  | 6   |
| 09 | Schweiz      | 1  | –  | 1  | 2  | –  | 2  | –  | 2  | –  | –  | –  | –  | – | – | – | – | –  | – | – | –  | 1  | 2  | 1  | 4   |
| 10 | Slowakei     | –  | –  | –  | –  | 1  | –  | –  | 1  | –  | –  | 1  | 1  | – | – | – | – | –  | – | – | –  | 1  | –  | 1  | 2   |
| 11 | Finnland¹    | –  | –  | –  | –  | –  | –  | –  | –  | –  | 1  | –  | 1  | – | – | – | – | –  | – | – | –  | –  | 1  | –  | 1   |
| 12 | Rumänien     | –  | –  | –  | –  | –  | –  | –  | –  | –  | –  | 1  | 1  | – | – | – | – | –  | – | 1 | 1  | –  | –  | 2  | 2   |
| 13 | Schweden     | –  | –  | –  | –  | –  | –  | 1  | 1  | –  | –  | –  | –  | – | – | – | – | –  | – | – | –  | –  | –  | 1  | 1   |

Stand: nach der JEM 2023
¹ Italien und Finnland gewannen 1974 mit einem gemischt-nationalen Doppel die Silbermedaille; die Medaillen sind in der Statistik für beiden Nationen voll berücksichtigt
² davon entfallen auf die verschiedenen deutschen Staaten:
| 01 | Deutschland | 9  | 8  | 7  | 24 | 4  | 4 | 3  | 11 | 9  | 4 | 3 | 17 | – | 1 | 1 | 2 | 10 | – | – | 10 | 32 | 17 | 14 | 63 |
| 02 | DDR         | 13 | 14 | 12 | 39 | 12 | 9 | 10 | 31 | 12 | 6 | 8 | 26 | – | – | – | – | –  | – | – | –  | 37 | 29 | 30 | 96 |
| 03 | BRD         | 3  | 3  | 5  | 11 | 3  | 8 | 6  | 17 | 3  | 6 | 2 | 11 | – | – | – | – | –  | – | – | –  | 9  | 17 | 13 | 39 |